# Isoperla sagittata
Isoperla sagittata är en bäcksländeart som beskrevs av Szczytko och Stewart 1976. Isoperla sagittata ingår i släktet Isoperla och familjen rovbäcksländor. Inga underarter finns listade i Catalogue of Life.